# 에게해 지역

에게해 지역

에게해 지역(튀르키예어: Ege Bölgesi)은 터키 서부에 위치한 지역으로 면적은 90,251km2, 인구는 9,693,594명(2010년 기준)이다. 서아시아에 위치하며 서쪽으로는 에게해, 북쪽으로는 마르마라 지역, 남쪽과 남서쪽으로는 지중해 지역, 동쪽으로는 중앙아나톨리아 지역과 접한다.

## 주

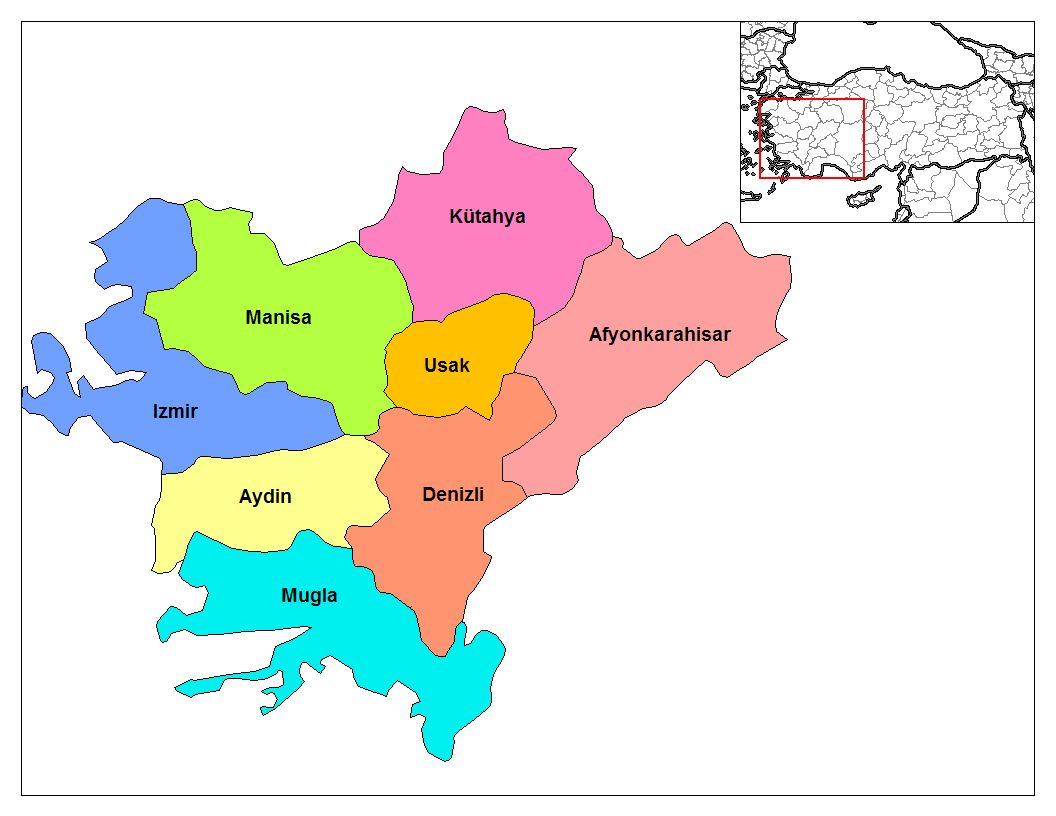
에게해 지역에 속하는 주

- 아피온카라히사르주
- 아이든주
- 데니즐리주
- 이즈미르주
- 퀴타히아주
- 마니사주
- 물라주
- 우샤크주

## 기후
연안 지방은 지중해성 기후를 띠며 여름은 덥고 건조한 편이고 겨울은 춥고 습한 편이다. 내륙 지방은 스텝 기후와 대륙성 기후를 띠는데 여름은 덥고 건조한 편이며 겨울은 춥고 눈이 내리는 편이다.

## 같이 보기
- 튀르키예의 주